# Agalliana minuta
Agalliana minuta är en insektsart som beskrevs av Evans 1957. Agalliana minuta ingår i släktet Agalliana och familjen dvärgstritar. Inga underarter finns listade i Catalogue of Life.